# Odontocymbiola pescalia
Odontocymbiola pescalia is een slakkensoort uit de familie van de Volutidae. De wetenschappelijke naam van de soort is voor het eerst geldig gepubliceerd in 1964 door Clench & Turner.